# Goffredo Petrassi
Goffredo Petrassi (Zagarolo, 16 de julho de 1904 – Roma, 3 de março de 2003) foi um compositor italiano de música clássica moderna, maestro e professor. É tido como um compositor com grande influência no século XX.